# Chahār Meleh-ye ‘Arab
Chahār Meleh-ye ‘Arab (persiska: چهار مله عرب, Chahār Meleh-ye Soflá) är en ort i Iran.   Den ligger i provinsen Kermanshah, i den västra delen av landet, 500 km sydväst om huvudstaden Teheran. Chahār Meleh-ye ‘Arab ligger 1 462 meter över havet och antalet invånare är 163.
Terrängen runt Chahār Meleh-ye ‘Arab är kuperad. Runt Chahār Meleh-ye ‘Arab är det ganska glesbefolkat, med 39 invånare per kvadratkilometer. Närmaste större samhälle är Sholeh Kosh, 9,5 km väster om Chahār Meleh-ye ‘Arab. Omgivningarna runt Chahār Meleh-ye ‘Arab är i huvudsak ett öppet busklandskap.